# Wußwerk

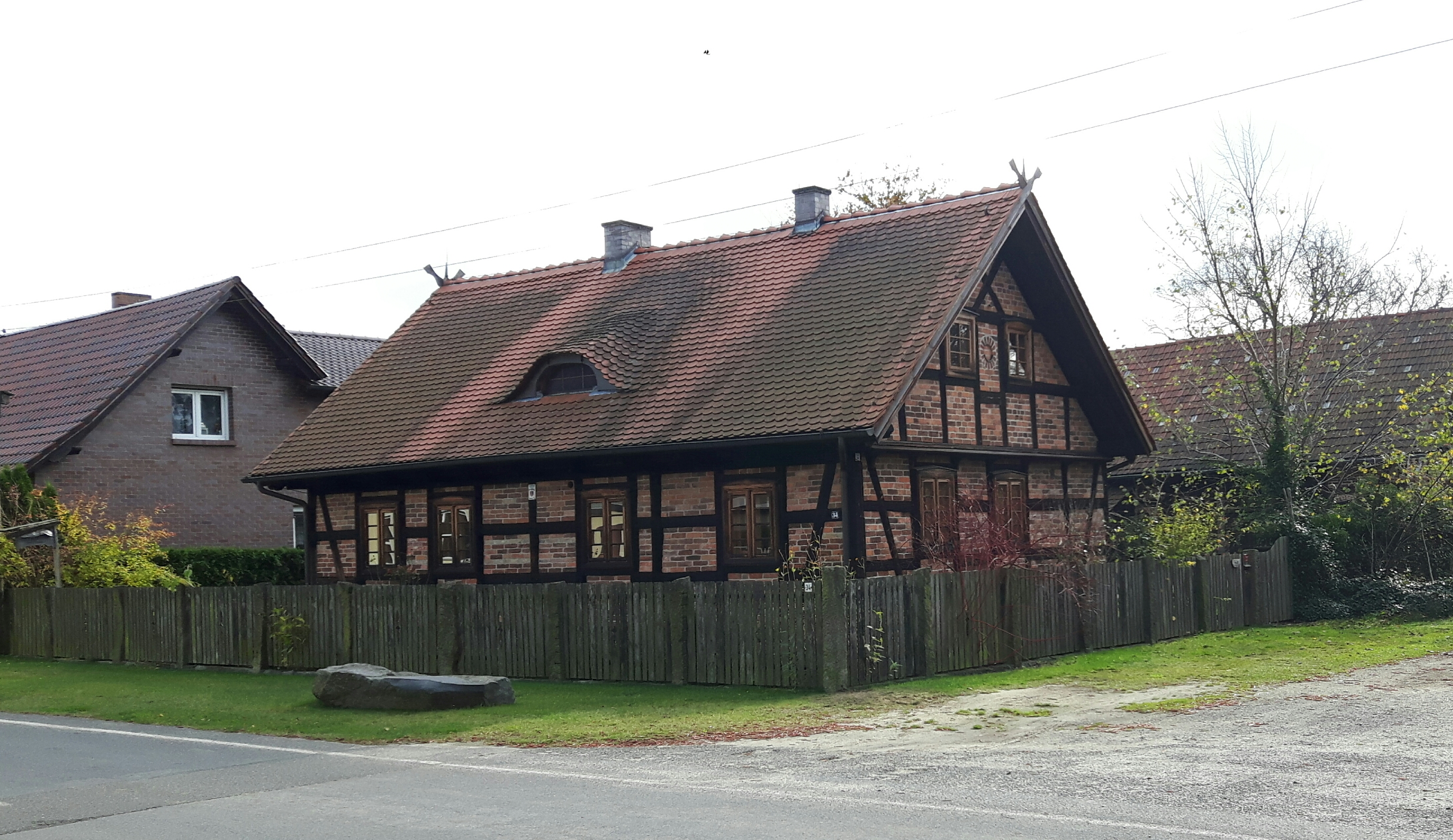
Fachwerkhof Wußwerk

Wußwerk (bis 1938 Wusswergk, niedersorbisch Wózwjerch) ist ein Ortsteil der Gemeinde Alt Zauche-Wußwerk im Landkreis Dahme-Spreewald in Brandenburg. Bis zum Zusammenschluss mit Alt Zauche im Jahre 2003 war Wußwerk eine eigenständige Gemeinde, die vom Amt Oberspreewald verwaltet wurde.

## Lage
Wußwerk liegt in der Niederlausitz etwa zwölf Kilometer östlich der Stadt Lübben (Spreewald). Umliegende Ortschaften sind der zur Gemeinde Neu Zauche gehörende Ortsteil Caminchen im Norden, Neu Zauche im Osten, Burg-Kauper im Südosten, die zur Stadt Lübbenau/Spreewald gehörenden Ortsteile Leipe und Lehde im Süden, Alt Zauche im Südwesten, Burglehn und der Lübbener Ortsteil Radensdorf im Westen sowie der wiederum zu Neu Zauche gehörende Ortsteil Briesensee im Nordwesten.
Wußwerk liegt im nördlichen Teil des Biosphärenreservats Spreewald. Im Süden schließt sich der Innere Oberspreewald an. Im Norden ist Wußwerk von den weitläufigen Waldgebieten des Briesener Luchs umgeben.

## Geschichte

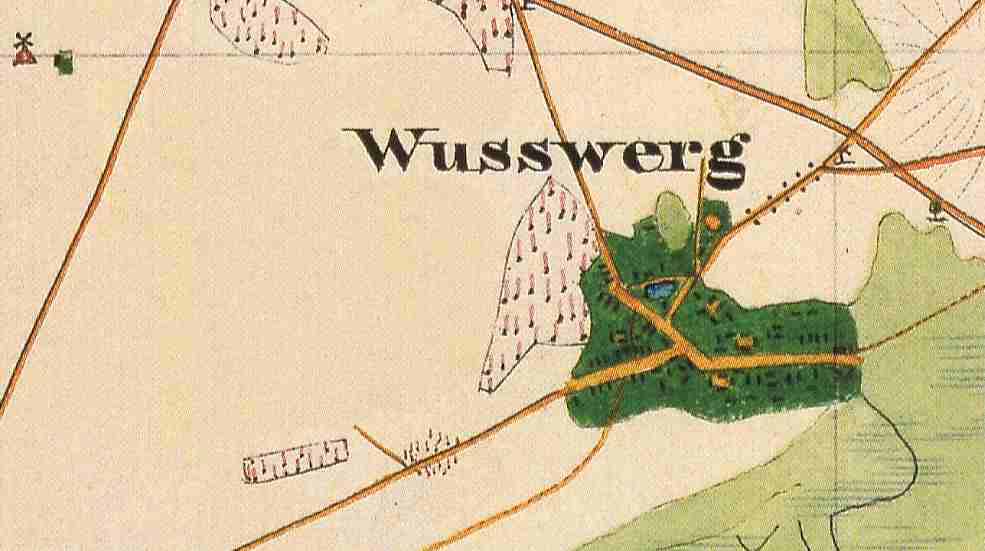
Wußwerk auf dem Urmesstischblatt 4050 Straupitz von 1846

Wußwerk wurde erstmals im Jahr 1340 als „Wußwerch“ urkundlich erwähnt. Der Ortsname stammt aus der wendischen Sprache und bedeutet „Dorf unterhalb eines Hügels“. Der Ortsname entspricht der Ortslage. In frühen Jahren lebte die Bevölkerung in Wußwerk insbesondere vom Fischfang.
Bis 1938 hieß der Ort amtlich „Wusswergk“, die Schreibweise des Ortsnamens wurde anschließend im Zuge der Germanisierungen von Ortsnamen im Dritten Reich in das heutige „Wußwerk“ geändert.
Vor 1815 lag Wußwerk im niederlausitzischen Krummspreeischen Kreis des Kurfürstentum, ab 1806 Königreich Sachsen. Der Ort wurde dort vom Amt Neu Zauche verwaltet. Als Resultat der politischen Neuordnung nach dem Wiener Kongress kam Wußwerk in das Königreich Preußen. Dort lag die Gemeinde im Landkreis Lübben (Spreewald) im Regierungsbezirk Frankfurt. Am 25. Juli 1952 wurde Wußwerk dem neu gegründeten Kreis Lübben im Bezirk Cottbus zugeordnet. Nach der Wende in der DDR lag Wußwerk zunächst im Landkreis Lübben in Brandenburg. Am 1. Oktober 1992 schloss die Gemeinde sich dem neu gebildeten Amt Straupitz an, welches später in „Amt Oberspreewald“ umbenannt wurde. Nach der brandenburgischen Kreisreform vom 6. Dezember 1993 wurde Wußwerk dem Landkreis Dahme-Spreewald zugeordnet. Am 26. Oktober 2003 erfolgte der Zusammenschluss mit Alt Zauche zur Gemeinde Alt Zauche-Wußwerk. Zeitgleich fusionierte das Amt Oberspreewald mit dem benachbarten Amt Lieberose zum Amt Lieberose/Oberspreewald.
Gemäß der Auffassung des Brandenburger Landtags gehört Wußwerk zum amtlichen Siedlungsgebiet der Sorben/Wenden. Die Gemeinde Alt Zauche-Wußwerk klagte im Mai 2017 mit einem Teilerfolg für den Gemeindeteil Wußwerk gegen diesen Entschluss.

## Bevölkerungsentwicklung
| 1875 | 391 | 1939 | 273 | 1981 | 189 |
| 1890 | 330 | 1946 | 386 | 1985 | 187 |
| 1910 | 255 | 1950 | 363 | 1989 | 188 |
| 1925 | 261 | 1964 | 257 | 1995 | 179 |
| 1933 | 252 | 1971 | 212 | 2002 | 184 |

Für seine Statistik über die sorbische Bevölkerung in der Lausitz zählte Arnošt Muka im Jahr 1884 eine Einwohnerzahl von 372, davon waren 189 Sorben (51 %) und 183 Deutsche. Ernst Tschernik zählt 1956 bei 381 Einwohnern nur noch einen sorbischsprachigen Einwohner sowie zwei Einwohner mit Sorbischkenntnissen.

## Verkehr
Wußwerk ist über die durch den Ort verlaufende Kreisstraße 6115 an die nördlich verlaufende Landesstraße 44 von Lübben nach Lieberose angeschlossen.
Ab 1898 hatte Wußwerk mit dem Bahnhof Wusswergk einen Haltepunkt an der Teilstrecke Lübben Hauptbahnhof–Straupitz der schmalspurigen Spreewaldbahn. 1967 wurde der Personenverkehr auf der Strecke eingestellt und die Gleise wurden abgebaut.

## Tourismus
Bis etwa 1970 gab es in Wußwerk einen Kahnfährhafen als Ausgangspunkt für Kahnfahrten im Hochspreewald. Die neue Abfahrtstelle befindet sich fünf Kilometer südlich des Dorfes am Südfließ. Der Gurken-Radweg führt durch den Ort.

## Nachweise
1. ↑  Gemeinde- und Ortsteilverzeichnis des Landes Brandenburg. Landesvermessung und Geobasisinformation Brandenburg (LGB), abgerufen am 20. Juni 2020.
2. 1 2  Der Ortsteil Wußwerk. In: lieberose-oberspreewald.de. Amt Lieberose/Oberspreewald, abgerufen am 2. Oktober 2017.
3. ↑  Reinhard E. Fischer: Die Ortsnamen der Länder Brandenburg und Berlin. Alter – Herkunft – Bedeutung. be.bra Wissenschaft, Berlin 2005, S. 186.
4. ↑  Wußwerk im Geschichtlichen Ortsverzeichnis. Abgerufen am 2. Oktober 2017.
5. ↑  Acht weitere Gemeinden gehören zu Siedlungsgebiet der Sorben. Ministerium für Wissenschaft, Forschung und Kultur des Landes Brandenburg, 7. Dezember 2016, abgerufen am 2. Oktober 2017.
6. ↑  Siedlungsgebiet der Sorben vergrößert sich. Rundfunk Berlin-Brandenburg, 7. Dezember 2016, ehemals im Original (nicht mehr online verfügbar); abgerufen am 2. Oktober 2017. (Seite nicht mehr abrufbar. Suche in Webarchiven)  Info: Der Link wurde automatisch als defekt markiert. Bitte prüfe den Link gemäß Anleitung und entferne dann diesen Hinweis.
7. ↑  Fünf Kommunen klagen, weitere überlegen. Lausitzer Rundschau, 12. Mai 2017, abgerufen am 2. Oktober 2017.
8. ↑  Historisches Gemeindeverzeichnis des Landes Brandenburg 1875 bis 2005. (PDF; 331 KB) Landkreis Dahme-Spreewald. Landesbetrieb für Datenverarbeitung und Statistik Land Brandenburg, Dezember 2006, abgerufen am 2. Oktober 2017.
9. ↑  Ernst Tschernik: Die Entwicklung der sorbischen Bevölkerung. Akademie-Verlag, Berlin 1954.
10. ↑  Ludwig Elle: Sprachenpolitik in der Lausitz. Domowina-Verlag, Bautzen 1995.